# Guin (peuple)
 (décembre 2020).
Si vous disposez d'ouvrages ou d'articles de référence ou si vous connaissez des sites web de qualité traitant du thème abordé ici, merci de compléter l'article en donnant les références utiles à sa vérifiabilité et en les liant à la section « Notes et références ».
Guin (également orthographié Guen, Gen, Gẽ, Gê) est une ethnie des régions Sud côtières du Togo et du Bénin. Son origine ancestrale est Accra la capitale de l'actuel Ghana. Pour plus de détails, voir ⇒ Gen (peuple & langue).
Elle est issue du groupe ethnique Gã-Adangbe du Ghana. Par ailleurs elle est liée aux Mina et aux Ewe. La principale ville Gẽ est Aného, une ancienne capitale du Togo.

## Histoire
Les Guin sont originaires du Ghana voisin plus précisément d'Accra. Ils gagnèrent le sud du Togo à la fin du 17e siècle au côté des Xlwa (Aflao) et Kotafon qui étaient déjà installés dans la région bien avant eux. Folly Bébé est le roi des Guin. La religion de ce peuple était purement le culte des ancêtres et des divinités liées à leur histoire.

L'arrivée des Européens imposa un nom Popo à cette vaste région qui avait déjà une frontière ancestrale appelé Ahondindzi ou Ahon denu. La région de Popo fut divisée en deux, dont petit Popo ( Aneho ) et ses environs à l'ouest et grand Popo à l'est. Or ces deux terres étaient des terres togolaises avant le partage de l'Afrique. Petit Popo actuel Aneho faisait le commerces des esclaves et des noix de palme avec les Européens comme Djanglanmey aussi dans la commune de grand Popo.

Les Guin était des pêcheurs comme leurs devanciers Xwla et les Pedah qui étaient des excellents pêcheurs d'où cette nature de vivre le long des eaux. Depuis 1663 les Guin célébrèrent la fête traditionnelle nommée epé kpe en honneur de leurs ancêtres liés à leur culture et culte.